# Fülep Kornél
Fülep Kornél (Debrecen, 1916. április 27. – ?, 1991. október 26.) magyar sportújságíró, nemzeti labdarúgó-játékvezető. Polgári foglalkozása a Hajdú-Bihari Napló szakírója.

## Pályafutása
Játékvezetésből Debrecenben a Magyar Futballbírák Testülete (BT) előtt vizsgázott. Az MLSZ JB minősítésével NB II-es, 1957-től NB I-es játékvezető. Küldési gyakorlat szerint rendszeres partbírói szolgálatot is végzett. A FIFA JB 50 éves korhatárig foglalkoztatta a nemzetközi minősítésű játékvezetőket. 1962 júniusában a Magyar Testnevelési és Sport Tanács (MTST) – különféle sportpolitikai indokokkal – rendeletet adott ki, hogy az élvonalbeli játékvezetők korhatárát azonnali hatállyal 45 évben határozza meg. A határozatot az MLSZ Játékvezető Bizottságának kötelező módon alkalmaznia kellett, így egy csapásra 37 játékvezetőnek (nemzetközi, nemzeti) kellett azonnal visszavonulnia. A nemzeti játékvezetéstől 1963-ban visszavonult. NB I-es mérkőzéseinek száma: 36.
| Időpont             | Helyszín                    | Mérkőzés típusa          | Mérkőzés                       | Eredmény | Nézők száma |
| ------------------- | --------------------------- | ------------------------ | ------------------------------ | -------- | ----------- |
| 1957. május 26.     | PVSK pálya, Pécs            | első NB I-es mérkőzése   | Pécsi Dózsa–Tatabányai Bányász | 1 – 0    | 8000        |
| 1963. szeptember 1. | Béke téri stadion, Budapest | utolsó NB I-es mérkőzése | Csepel SC–MTK                  | 2 – 1    | 14 000      |

Aktív pályafutását befejezve a Hajdú-Bihar megyei Labdarúgó-szövetség (HBMLSZ) Játékvezető Bizottsága (JB) elnöke. MLSZ elnökségi tag.

## Külső hivatkozások
- Fülep Kornél. ftcbaratikor.hu. (Hozzáférés: 2016. május 15.)
- Fülep Kornél játékvezetői adatlapja a Nemzeti Labdarúgó Archívum oldalán